# Domani e per sempre
Domani e per sempre è un romanzo scritto da Ermal Meta nel 2022, è il primo libro del cantautore albanese, edito da La nave di Teseo. 

## Trama
Il libro è ambientato nel 1945, in Albania. Il protagonista è il piccolo Kajan, che vive con il nonno: i genitori si sono arruolati con l'esercito Albanese.
Tutto è normale a casa di Kajan, quando un giorno vede un uomo tedesco, che gli si presenta davanti, si chiama Cornelius, un disertore dell’esercito della Germania. Dopo una lunga riflessione il nonno del protagonista decide di ospitare Cornelius ed egli si rivela, nel corso della storia, essere un bravissimo pianista ed insegnerà a suonare il pianoforte anche a Kajan.

## Ristampe
Le ristampe sono state sei.

## Premi
Il romanzo è stato candidato al Premio Strega 2023.